# James Blaylock
James P. Blaylock (20 de septiembre de 1950) es un autor estadounidense de novelas de fantasía.
Blaylock es famoso por su peculiar estilo humorístico. Por ejemplo, cuando uno de sus personajes se queja (en una máquina voladora) de que volar es imposible, los otros personajes se muestran de acuerdo y le indican por qué está en lo cierto.
Blaylock nació en Long Beach (California). Estudió inglés en California State University, Fullerton. Actualmente vive en Orange, California, enseñando escritura creativa en Chapman University. Tanto él como sus amigos Tim Powers y Kevin Wayne Jeter fueron pupilos de Philip Kindred Dick.
Blaylock y Powers han colaborado a menudo, especialmente en la creación del poeta William Ashbless.